# Bristol City FC
Bristol City FC är en engelsk professionell fotbollsklubb i Bristol, grundad 1894. Hemmamatcherna spelas på Ashton Gate Stadium. Smeknamnet är The Robins. Klubben spelar sedan säsongen 2019/2020 i Championship.

## Historia

Klubbens ligaplaceringar från och med 1901.

Klubben har sitt ursprung i amatörklubben Bristol South End FC, grundad 1894. 1897 beslutade sig klubben för att satsa på professionell fotboll och bytte namn till Bristol City FC. De gick med i Southern Football League under några säsonger, men ansökte sedan om medlemskap i The Football League där de blev invalda 1901. De var vid denna tid en av ytterst få klubbar från södra England i ligan. 1906 gick de upp i första divisionen och säsongen därpå slutade de sensationellt på en andra plats i tabellen efter Newcastle United, vilket är klubbens bästa placering någonsin. 1909 nådde de även final i FA-cupen där det blev förlust mot Manchester United.
Dessa framgångar höll dock inte i sig, utan 1911 åkte de ur Division 1 och under de följande 65 åren pendlade de mellan Division 2 och Division 3. 1976 lyckades de gå upp i högsta divisionen igen och nådde tre år senare sin bästa placering med en 13:e plats. Men inte heller denna gång blev tiden som Division 1-klubb lång. 1980 degraderades de till Division 2, klubben drabbades av stora ekonomiska problem och två år senare hade de rasat ända ner till Division 4. Det var första gången i The Football Leagues historia som en klubb blivit nedflyttad tre säsonger i följd.
Bristol lyckades dock vända trenden med uppflyttning till Division 3 1984 och till Division 2 1990. Säsongen 1998/99 gjorde klubben en ettårig sejour i näst högsta serien. Efter ytterligare åtta säsonger i tredjedivisionen blev det 2007 åter uppflyttning till den näst högsta divisionen The Championship. Säsongen 2007/08 nådde Bristol sin bästa ligaplacering på många år genom att bli fyra och kvalificerade sig även för playoff-finalen till Premier League på Wembley, men förlorade den mot Hull City med 0-1. Efter en kort sejour i League One spelar klubben sedan 2015 åter i The Championship.

## Rivalitet
Av tradition är Bristol Rovers de största rivalerna. The Bristol Derby går tillbaka till 1897 och totalt har de mötts 105 gånger med 43 vinster för Bristol City. Eftersom de inte har spelat i samma division sedan säsongen 2000/01 ses dock numera Cardiff City som klubbens främsta rivaler med för det mesta årliga möten i The Championship.
I mindre grad är det även rivalitet med andra klubbar från sydvästra England som Swindon Town och Plymouth Argyle samt i viss mån med Swansea City.

## Spelare

### Spelartrupp
| 1  | Irland  | Max O'Leary  | 10 oktober 1996   | Bristol City FC           |
| 13 | England | Joe Lumley   | 15 februari 1995  | Southampton (-25)         |
| 32 | Wales   | Lewis Thomas | 20 september 1997 | Forest Green Rovers (-23) |

| 2  | Skottland | Ross McCrorie        | 18 mars 1998      | Aberdeen (-23)               |
| 3  | England   | Cameron Pring        | 22 januari 1998   | Cheltenham Town (-16)        |
| 5  | England   | Rob Atkinson         | 13 juli 1998      | Oxford United (-21)          |
| 14 | Kenya     | Zak Vyner            | 14 maj 1997       | Bristol City FC              |
| 15 | Irland    | Luke McNally         | 20 september 1999 | Burnley (-24)                |
| 16 | England   | Rob Dickie           | 3 mars 1996       | Queens Park Rangers (-23)    |
| 19 | England   | George Tanner        | 16 november 1999  | Carlisle United (-21)        |
| 24 | England   | Haydon Roberts       | 10 maj 2002       | Brighton & Hove Albion (-23) |
| 33 | England   | Josh Campbell-Slowey | 11 november 2005  | Bristol City FC              |

| 4  | England | Adam Randell    | 1 oktober 2000    | Plymouth Argyle (-25) |
| 6  | England | Max Bird        | 18 september 2000 | Derby County (-24)    |
| 8  | England | Joe Williams    | 8 december 1996   | Wigan Athletic (-20)  |
| 12 | Irland  | Jason Knight    | 13 februari 2001  | Derby County (-23)    |
| 17 | Irland  | Mark Sykes      | 4 augusti 1997    | Oxford United (-22)   |
| 31 | England | Elijah Morrison | 18 mars 2006      | Bristol City FC       |

| 7  | Japan     | Yu Hirakawa        | 3 januari 2001 | Machida Zelvia (-24)      |
| 9  | Frankrike | Fally Mayulu       | 15 juli 2002   | Rapid Wien (-24)          |
| 10 | England   | Scott Twine        | 14 juli 1999   | Burnley (-24)             |
| 11 | Albanien  | Anis Mehmeti       | 9 januari 2001 | Wycombe Wanderers (-23)   |
| 18 | Danmark   | Emil Riis          | 24 juni 1998   | Preston North End (-25)   |
| 20 | England   | Sam Bell           | 23 maj 2002    | Bristol City FC           |
| 26 | England   | Josh Stokes        | 29 april 2004  | Aldershot Town (-24)      |
| 27 | England   | Harry Cornick      | 9 april 1995   | Luton Town (-23)          |
| 30 | Irland    | Sinclair Armstrong | 22 juni 2003   | Queens Park Rangers (-24) |

### Utlånade spelare
| Nr | Land | Pos | Namn |
| -- | ---- | --- | ---- |